# Fasten

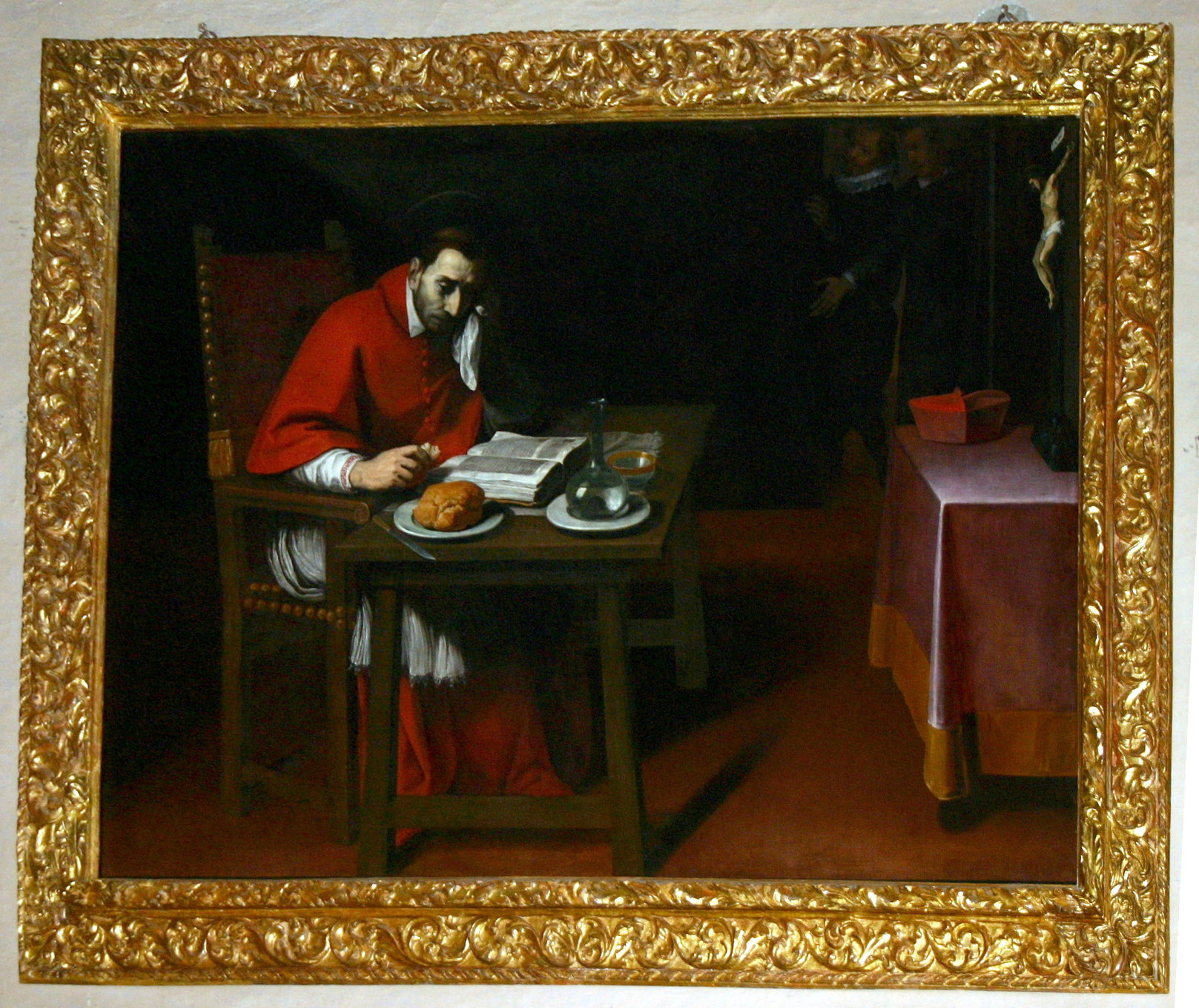
Daniele Crespi (1597–1630), Fasten d. Hl. Karl Borromäus, S Maria della Passione (Mailand)

Als Fasten wird die völlige oder teilweise Enthaltung von allen oder bestimmten Speisen, Getränken und Genussmitteln über einen bestimmten Zeitraum hinweg, üblicherweise für einen oder mehrere Tage, bezeichnet. Wird nur eine ganz konkrete Art der Nahrung oder ein Genussmittel weggelassen oder eingeschränkt, spricht man von Enthaltung oder Abstinenz.

## Etymologie
Der christliche Begriff kommt schon in allen altgermanischen Sprachen vor, so gotisch (ga)fastan, althochdeutsch fastēn, altenglisch fæstan und altnordisch fasta. Die ursprüngliche Bedeutung ist unsicher. Sie könnte „(an den Geboten der Enthaltsamkeit) festhalten“ sein, wobei die gebotene Enthaltsamkeit als ein „Fest-Sein“ gedacht würde. Nach anderer Sicht könnte das germanische Wort ein alter Terminus für das kultische Fasten sein und als indogermanisch *pwost-to- „rein, rechtschaffen, gewissenhaft“ näher zu lateinisch pūrus „rein“ und lateinisch pius „rechtschaffen“ gehören.

## Allgemeines
Fasten als Gestaltungselement des Lebens ist historisch in zahlreichen Kulturen belegt und kommt in vielfältigen Formen sowie in teilweise festgelegten Ritualen vor: für bestimmte Jahreszeiten oder Zeitabschnitte, kollektiv oder individuell, als völliger oder teilweiser Verzicht auf Nahrungsmittel sowie auf Genussmittel, Fleisch, Alkohol, Sexualität u. a. Kulturhistorisch überwiegen Fastenzeiten zu bestimmten Terminen, wo sie neben religiösen Aspekten auch als medizinisch nützlich angesehen wurden.
Die (religiöse) Fastenpraxis in Antike und Mittelalter unterschied drei Stufen:
- Vollfasten (lateinisch ieiunum naturale): keine Nahrungsaufnahme und kein Trinken
- Halbfasten (lateinisch ieiunum plenum): eine Mahlzeit pro Tag und erlaubte Flüssigkeitsaufnahme
- Abstinenz-Fasten (lateinisch ieiunum semiplenum): (im Gegensatz zum Vegetarismus periodischer) Verzicht auf bestimmte Speisen (etwa Fleisch von an Land oder in der Luft lebenden Warmblütern) und Getränke (etwa Wein)[3]

In der Neuzeit finden sich Formen des therapeutischen Fastens, etwa eine Diät begleitend oder in der Trauerarbeit, bis hin zu Formen des Protestes im Hungerstreik und des politischen Fastens, z. B. eines Mahatma Gandhi. Andererseits lässt sich der Trend erkennen, alte medizinische oder religiöse Traditionen neu zu entdecken.
Im religiösen Kontext schließlich dient das Fasten unter anderem der Reinigung der Seele, der Buße im Christentum, der Abwehr des Bösen, dem Streben nach Konzentration, Erleuchtung oder Erlösung.
Allgemein soll das Fasten mittels Verzicht oder reduzierter Nahrungsaufnahme mehreren Zwecken dienen:
- der religiösen Praxis, unter anderem in der christlichen Fastenzeit und im islamischen Fastenmonat Ramadan
- in mehreren Religionen der Vorbereitung auf große Feiertage
- der Askese oder der Trauer
- einer Förderung der Wahrnehmung
- einer Erhöhung der Willenskraft und Vorbereitung auf spezielle Herausforderungen
- dem Zuwachs an psychischer und sozialer Kontrolle (siehe z. B. Mahatma Gandhi oder allgemein Hungerstreik)
- der Erhöhung der Lebenserwartung und einer Verzögerung des Alterungsprozesses (siehe Hauptartikel → Kalorienrestriktion beziehungsweise intermittierendes Fasten)
- (bei gezielter Methodik) dem Abnehmen bzw. der Kontrolle des Körpergewichts
- im Rahmen einer Therapie von Krankheiten.[5]

Der zeitweilige Verzicht auf bestimmte Nahrungsmittel während des Fastens wird nicht als Nahrungstabu behandelt.

## Fasten in den Religionen
Viele Religionen kennen Tage oder Zeiten des Fastens. Im alten Ägypten war das Fasten bekannt. Die Fastenkultur umfasste unter anderem den Verzicht auf Fischgerichte in der Laichzeit. Die 40-tägige Fastenzeit vor Ostern sollen die ägyptischen Kopten so von ihren Vorfahren übernommen haben.
In vielen Kulturen wird das Fasten praktiziert, um im Rahmen spiritueller Handlungen Transzendenzerfahrungen („Seelenreisen“) zu machen, die gehirnphysiologisch unter anderem mit der verstärkten Serotoninausschüttung in Verbindung gebracht werden.
In der Askese-Kultur Ostasiens und im Hinduismus spielt die Enthaltsamkeit auch im Yoga eine Rolle. Das ritualisierte Fasten bis zum Tod gibt es als Sallekhana im Jainismus und als Prayopavesa im Hinduismus.

### Judentum
Fasten bedeutet im Judentum am Fasttag vom Vorabend bis zum Abend des Tages (etwa 25 Stunden, aber nicht länger) nichts zu essen und nichts zu trinken. Auch Rauchen ist untersagt. Jeder Festtag und Fasttag beginnt am Vorabend, denn im jüdischen Kalender dauert der Tag vom Vorabend bis zum Abend des Tages – nicht von 0 bis 24 Uhr. Als diese „langen“ Fasttage gelten Tischa beAv und Jom Kippur. Es gibt aber auch „kurze“ Fasttage, wie Assara beTevet, Ta’anit Esther, Fasten der Erstgeborenen, Schiwa Assar beTammus und Zom Gedalja. An ihnen beginnt das Fasten nicht schon am Vorabend, sondern erst mit der Morgenröte, und dauern dann bis zum Einbruch der Nacht. Schwangere und Stillende müssen nicht fasten. Kranke fragen einen Rabbiner, ob Fasten mit ihrer Krankheit vereinbar ist. Fasten sollen Mädchen ab 12 Jahren und Knaben ab 13 Jahren. Aber auch jüngere Kinder sollen an das Fasten herangeführt werden, beispielsweise indem sie sich nicht unbedingt „satt“ essen und auf Süßigkeiten verzichten.
Der einzige jüdische Ruhe- und Fastentag, der in der Tora erwähnt wird, ist der Versöhnungstag (Jom Kippur). Gott fordert das von ihm auserwählte Volk, das sich durch seine Beziehung zu Gott definiert und von den anderen Völkern unterscheidet, zur Einhaltung seines ewigen Gesetzes des Fasten- und Ruhetages auf:

„Ferner sprach der Ewige zu Mosche wie folgt: ‚Hingegen am zehnten Tage dieses siebten Monats – es ist der Versöhnungstag – sollt ihr eine heilige Festverkündigung und einen Fasttag halten, auch ein Feueropfer dem Ewigen zu Ehren darbringen. An diesem Tage sollt ihr keinerlei Kunstarbeit verrichten, denn es ist der Versöhnungstag, an welchem ihr versöhnt werdet vor dem Ewigen eurem Gott. Denn jede Person, welche an diesem Tage nicht fastet, soll aus ihrer Nation ausgerottet werden. Und eine jede Person, die an eben diesem Tage irgendeine Kunstarbeit verrichtet, dieselbe Person will ich aus ihrer Nation vertilgen. Gar keinerlei Kunstarbeit sollt ihr an demselben tun. Dies sei ein ewiges Gesetz an allen euren Wohnplätzen. Es sei euch ein großer Ruhetag und ihr sollt fasten. Am neunten des Monats sollt ihr des Abends anfangen und von Abend bis Abend euren Ruhetag halten.‘“

Mehrfach berichtet das Alte Testament auch vom Fasten als Zeichen der Trauer oder um den Ernst eines Gebetes zu betonen (Esra 8,21 ). So fastete König David, als einer seiner Söhne todkrank wurde (2 Sam 12,15ff ).
Diejenigen Fasttage, die an bestimmte Ereignisse wie die Zerstörung des Tempels in Jerusalem am neunten Tag des Monats Av erinnern, werden von orthodoxen und ultraorthodoxen Juden begangen. Der auf den 10. Tag des Monats Tischri fallende Versöhnungstag Jom Kippur, der höchste Fastentag im jüdischen Kalender, wird auch von weniger frommen Juden eingehalten.

### Christentum
Das christliche Fasten beruht auf jüdischer Tradition. Das Christentum kennt vornehmlich die 40 Tage der großen Fastenzeit, die der Vorbereitung auf Ostern dient und an die 40 Tage erinnert, die Jesus Christus fastend und betend in der Wüste verbrachte. Der Aspekt des Fastens in der Adventszeit, die ebenfalls eine Buß- und Fastenzeit ist, tritt mittlerweile mehr in den Hintergrund.
Es entwickelte sich in der Tradition eine Praxis, dass man wöchentlich am Mittwoch (dem Tag, an dem Jesus Christus verraten wurde) und am Freitag (dem Tag, an dem er gekreuzigt wurde), fastete (auch nach pharisäischer Vorgabe waren bereits zwei wöchentliche Fastentage durchgeführt worden.) Das Fasten der Katechumenen vor der Taufe gab es schon im Frühchristentum, die Fasten an den Vigiltagen einiger Hochfeste kamen später hinzu.
Jesus Christus rief in der Bergpredigt (Mt 6,16–18 ) zur Demut bei der Übung des Fastens auf:

„Wenn ihr fastet, macht kein finsteres Gesicht wie die Heuchler! Sie geben sich ein trübseliges Aussehen, damit die Leute merken, dass sie fasten. Amen, das sage ich euch: Sie haben ihren Lohn bereits erhalten. Du aber, wenn du fastest,  salbe dein Haar und wasche dein Gesicht, damit die Leute nicht merken, dass du fastest, sondern nur dein Vater, der im Verborgenen ist; und dein Vater, der das Verborgene sieht, wird es dir vergelten.“

#### Orthodoxe Kirchen
Die orthodoxen Kirchen kennen vier Fastenzeiten im Jahr:
Das Osterfasten beginnt 40 Tage vor Beginn der Karwoche (am Fest zum Einzug des Herrn in Jerusalem, entsprechend dem westlichen Palmsonntag) und dauert bis Ostersonntag, dem Fest der Auferstehung des Herrn. Aufgrund der Bedeutung des Osterfestes ist sie die bedeutendste Fastenzeit und wird daher auch Große Fastenzeit genannt.
Darauf folgt das Apostelfasten zwischen dem orthodoxen Allerheiligenfest (anders als in den Westkirchen am Sonntag nach Pfingsten) und dem 28. Juni, dem Vortag des Gedenktages der Heiligen Petrus und Paulus. Da das Osterfest und damit alle zur Osterzeit zählenden Feste (so auch Pfingsten) kalendarisch variabel sind, variiert auch die Dauer des Apostelfastens. Je nach Ostertermin und orthodoxer Landeskirche kann es bis zu 42 Tage dauern, im Falle eines sehr späten Osterfestes aber sogar gänzlich entfallen.
Das Marienfasten schließt sich den 15 Tagen vor dem Fest der Entschlafung der Gottesmutter an (entspricht dem westlichen Mariä Himmelfahrt).
Die Philippus-Fastenzeit vom 15. November (dem Tag nach dem Gedenktag des Apostels Philippus) erstreckt sich über die gesamte Vorweihnachtszeit bis zum Vorabend des Weihnachtsfests, eben jenem heiligen Abend dem dieser Tag seinen Namen verdankt.
Darüber hinaus gibt es zur Vorbereitung auf einige Feste und Gedenktage z. B. von Heiligen einzelne Fastentage. Dies variiert jedoch je nach orthodoxer Landeskirche.
Die Essensregeln im orthodoxen Fasten variieren und sind von Faktoren abhängig wie Fastenzeit, Wochentag und besonderer Gedenktag.

#### Römisch-katholische Kirche
Die katholische Kirche hat körperlichen Ausdrucksformen der Bußpraxis von jeher viel Beachtung geschenkt. Bis zu den Reformen durch Papst Paul VI. nach dem Zweiten Vatikanischen Konzil galten als gebotene Fast- und Abstinenztage neben dem Aschermittwoch und dem Karfreitag auch die Freitage der Fastenzeit, der Karsamstag bis mittags und die Freitage der vier Quatemberwochen. Ursprünglich war auch der Mittwoch ein gebotener Abstinenztag. Daneben bestand das Fasten-, nicht aber das Abstinenzgebot auch am Vigiltag verschiedener Feste: am Heiligen Abend, und den Vigiltagen von Pfingsten, Mariä Himmelfahrt und Allerheiligen.
Doch wurde seit etwa 1960 die entsprechende kirchliche Bußpraxis gelockert: als strenge Fast- und Abstinenztage gelten nur noch Aschermittwoch und Karfreitag. Dabei ist unter Fasten zu verstehen, dass man nur einmal am Tag eine sättigende Mahlzeit, zu den anderen beiden Tischzeiten je eine kleine Stärkung zu sich nimmt. Bei der Abstinenz hat man sich jeglicher Fleischspeisen zu enthalten. Zum Halten des Fastengebotes sind die Erwachsenen bis zum 60. Lebensjahr verpflichtet, zur Abstinenz alle Gläubigen ab 14 Jahre bis zum Lebensende.
Eine persönliche Form der Buße, das sogenannte Freitagsopfer, ist an allen Freitagen des Kirchenjahres geboten (außer wenn ein Hochfest auf einen Freitag fällt). Viele Katholiken halten traditionell auch mittwochs und samstags Abstinzenz. In asketisch lebenden Orden verzichten die Mitglieder völlig oder zumindest an mehreren Tagen der Woche auf Fleisch von warmblütigen Tieren, teils auch auf Milchprodukte, Öl, Eier oder Fisch.

#### Einflüsse der Reformation
Die Reformatoren des 16. Jahrhunderts kritisierten die kirchlichen Fastengebote als reine Äußerlichkeiten, durch die das Wohlwollen Gottes nicht erlangt werden könne. Ulrich Zwinglis Reformation in der Schweiz begann 1522 mit einem demonstrativen Wurstessen am ersten Sonntag der Fastenzeit. Martin Luther fastete zwar auch, äußerte aber, der Mensch werde „nicht durch das Fasten angenehm bei Gott, sondern allein durch die Gnade, allein durch den Glauben“.
In den vergangenen Jahren haben neben den großen Kirchen auch evangelikale und charismatische Kreise das Fasten neu entdeckt und praktizieren oft auch bewussten Verzicht (auf Schlaf, um mehr Zeit für das Gebet zu haben, auf einzelne Mahlzeiten zugunsten von Hungernden usw.), allerdings nicht als Kirchengebote, sondern als freiwillige spirituelle Erfahrung. Ähnlichen Zwecken dient die in vielen Pfarreien praktizierte „Fastensuppe“ anstelle des üblichen Mittagessens. Die kanadischen Mennoniten riefen vor dem letzten Golfkrieg zu weltweiten Fastentagen und Friedensgebeten auf. Dieses Fasten wurde inhaltlich von Jesaja 58,3–8  hergeleitet.
Ebenfalls hat sich in den vergangenen Jahren auch bei vielen evangelischen Christen die Aktion „7 Wochen Ohne“ durchgesetzt. Sie verzichten in dieser Fastenzeit bewusst auf Alkohol, Süßigkeiten oder auch auf anderes, etwa eingeschlichene Gewohnheiten, die als belastend empfunden werden (wie etwa Fernsehen). In vielen evangelischen Gemeinden wird diese Aktion, die jedes Jahr unter einem Motto steht, durch regelmäßige Treffen begleitet.

### Hinduismus
Fromme Hindus verzichten häufig völlig oder zeitweise auf bestimmte Nahrungsmittel. Je nach den verschiedenen Familienbräuchen, Vorgaben ihres Gurus oder aus politischen Gründen. Man fastet zu bestimmten Mondkonstellationen, Feiertagen oder zu persönlich gewählten Zeiten.

### Islam
Im Islam ist das Fasten (Saum) eine der „fünf Säulen“. Während des Monats Ramadan besteht für alle Muslime (außer für Frauen in der Menstruation, Schwangere oder nach der Geburt), die in vollem Besitz ihrer Geisteskräfte ('aqil), volljährig (baligh), körperlich dazu imstande (qadir) und nicht auf Reisen sind, die Pflicht, von der Morgendämmerung bis zum Sonnenuntergang dem Körper keinerlei Substanzen zuzuführen. Das bedeutet, auf die Aufnahme von Speisen, Getränken und auf das Rauchen zu verzichten.

### Bahaitum
Im Bahaitum besteht das Fasten, wie in vielen Religionen, aus der Enthaltung von Nahrung und Flüssigkeit. Die Fastenstunden beginnen nach Sonnenaufgang und enden mit dem Sonnenuntergang. Die Bahai-Fastenzeit beginnt am 1., 2. oder 3. März (je nach Sonnenstand) und endet 19 Tage darauf unmittelbar vor der Tagundnachtgleiche im März bzw. dem astronomischen Frühlingsanfang, der auch im Bahai-Kalender mit dem Feiern von Nouruz den Beginn des neuen Jahres markiert. Durch Krankheit oder Alter Geschwächte sind ausgenommen.
Untersuchungen stellen die positive medizinische Wirkung des religiösen Fastens nach dem Intervallmodell des Bahaitums heraus. Auch wenn wissenschaftliche Erkenntnisse die gesundheitsfördernde Wirkung des Fastens nahelegen, ist im Bahaitum wie in anderen Religionen „der Sinn und Zweck des Fastens geistiger Natur“. Der Gläubige soll aus Liebe zur „Schönheit Gottes“ und seiner Propheten fasten, und der Tatsache gedenken, dass diese selbst während der „göttlichen Eingebung“ gefastet haben. Die Weisheit des Fastengebotes werde darin erkannt, dass es die „Geistigkeit“ steigere und den Einfluss des „niederen Selbstes“ reduziere. Die Annahme dieser spirituellen Übung liege ausschließlich in Gottes Hand. Fasten helfe den Gläubigen, alltägliche Gewohnheiten zu reflektieren, die eigene Willenskraft zu schulen, schlechte Gewohnheiten abzulegen und sich auf das Wichtige im Leben zu besinnen.

## Heilfasten
Als „Heilfasten“ wird ein Fasten verstanden, das zu einem höheren Wohlbefinden oder verbesserter Gesundheit führen soll. Die Bezeichnung „Heilfasten“ geht auf Otto Buchinger zurück, der nach einer dreiwöchigen Fastenkur nicht mehr an seiner rheumatischen Arthritis litt und sich in der Folge der Forschung und Entwicklung des Heilfastens widmete. Nach Ansicht der Deutsche Gesellschaft für Ernährung sollen vorteilhafte Effekte bei bestimmten Krankheiten wie beispielsweise für das Metabolische Syndrom, chronische Entzündungen oder psychosomatische Krankheiten belegt sein.
Neben einigen älteren Kur- und Fastenformen (siehe Pfarrer Kneipp) haben sich im 20. Jahrhundert zahlreiche alternativmedizinisch begleitete Formen des Fastens mit angestrebter „Entschlackung“ oder „Regeneration“ von Körper und Seele etabliert. Gemeinsam ist diesen, dass sie einige Tage der Vorbereitung erfordern, eine gezielte Darmentleerung anstreben und täglich etwa drei Liter zu trinken sind. Vorherige oder begleitende ärztliche Untersuchungen minimieren mögliche Risiken, und das Ende des Heilfastens (früher Fastenbrechen genannt) wird behutsam gestaltet. Auf Franz Volhard geht eine früher bei akuter diffuser Glomerulonephritis eingesetzte Hunger- und Durstkur zurück.

## Kurzzeitfasten in der onkologischen Forschung
Durch ein wenige Tage andauerndes, sogenanntes Kurzzeitfasten (short-term fasting, STF) in den Tagen der Therapie wurde eine Steigerung der Verträglichkeit von Chemotherapien tierexperimentell und in Zellkultur beobachtet. Gemäß zugrundeliegender Hypothese (auch genannt Differential Stress Resistance) soll Fasten zu einer Stoffwechselreduktion gesunder Körperzellen führen, wogegen Krebszellen ausschließlich auf Wachstum programmiert sind. Sie nehmen daher Chemotherapeutika unvermindert auf – im Gegensatz dazu gelangen weniger Nährstoffe und weniger Toxine bzw. Zytostatika während des Fastens in gesunde Zellen. Kurzzeitfasten könnte eine vielversprechende Strategie zur Verbesserung der Effizienz und Verträglichkeit der Chemotherapie werden. Für aussagekräftige Schlüsse bei Krebspatienten bedarf es aber an noch mehr Daten aus klinischen Prüfungen.

## Auswirkungen des Fastens auf den Stoffwechsel (Animation)
Wie sich die verschiedenen Prozesse des Stoffwechsels beim Fasten verändern, zeigt der Animationsfilm.